# Теси
Теси́ — село в Україні, у Хмільницькій міській громаді Хмільницького району Вінницької області. Населення становить 353 особи.

## Географія
Неподалік від села розташована гідрологічна пам'ятка природи Джерело «Польове». Селом тече річка Хвоса.

## Історія
12 червня 2020 року, відповідно до Розпорядження Кабінету Міністрів України № 707-р, «Про визначення адміністративних центрів та затвердження територій територіальних громад Вінницької області», увійшло до складу Хмільницької міської громади.
19 липня 2020 року, в результаті адміністративно-територіальної реформи і ліквідації Літинського району, село увійшло до складу новоутвореного Хмільницького району.